# Nanisme psychosocial
 (octobre 2012).

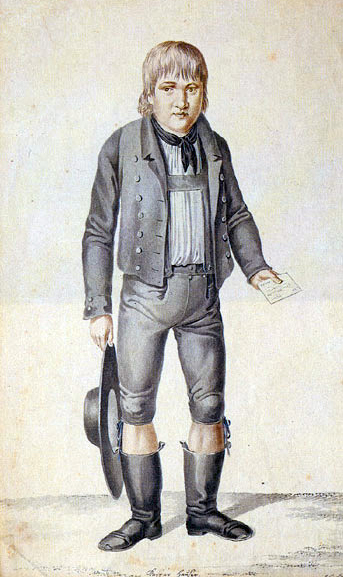
Image de Kaspar Hauser, un adolescent allemand qui a grandi en captivité et dans un isolement complet et qui souffrait de nanisme psychosocial.

Le nanisme psychosocial (ou psycho-social) serait la conséquence de maltraitance psychologique. C'est un nanisme avéré, conséquence des difficultés relationnelles entre l'enfant et son milieu. Il sera évoqué sur le contexte social et familial plus que sur les explorations biologiques dont les résultats sont variables.
Synonymes : nanisme de détresse, nanisme psychogène, nanisme de stress, de frustration, nanisme par carence psychoaffective.

## Définition
Le nanisme psychosocial a longtemps été ignoré, les cliniciens ayant du mal à accepter l'influence psychosomatique sur le corps humain. Rapoport et Raimbault l'ont cependant prôné comme étant un modèle clinique exemplaire en 1979. En effet, l'absence d'amélioration de l'état de certains enfants atteints de nanisme lors d'injection d'hormones permettant la croissance, a fait admettre aux cliniciens que le psychique pouvait jouer un rôle important dans le développement des pathologies en général et de ce symptôme en particulier. Actuellement, bien qu'on considère le nanisme psychosocial comme un symptôme essentiel dans le diagnostic de la maltraitance, il est toujours vu comme une maladie « inclassable ». En effet, comme il n'apparaît généralement pas seul, il est difficile à distinguer des symptômes biologiques et/ou associés, et est par conséquent complexe.
C'est un trouble de la croissance que l'on observe chez l'enfant entre 2 et 15 ans, causé par une carence affective extrême ou stress. Les symptômes incluent une baisse de l'hormone de croissance, une très petite taille, le poids qui est inapproprié pour la hauteur et un âge osseux immature. Cette maladie est progressive, et aussi longtemps que l'enfant est laissé dans l'environnement, ses capacités cognitives et staturales continuent de dégénérer. On le voit souvent chez les enfants sauvages et chez les enfants placés dans des conditions abusives pour des périodes prolongées. Il peut être définitif, mais est généralement considéré comme temporaire, la croissance régulière reprenant lorsque la source de stress est supprimée.

## Diagnostic
C’est un nanisme harmonieux auquel sont généralement associés des troubles fonctionnels et comportementaux, en particulier des troubles du sommeil, une potomanie, une polyphagie. La reprise de la croissance, spectaculaire au bout de quelques jours d’hospitalisation, permet d’établir le diagnostic. Cet arrêt de croissance est dû à un blocage fonctionnel de la sécrétion de S.T.H. (ou Hormone de croissance) et de la somatomédine, avec la participation éventuelle d’une carence nutritionnelle.
Paradoxalement, et au contraire des observations de 1979, c'est donc aussi avec un traitement approprié, qui peut inclure des hormones de croissance, que la reprise a lieu. Cette reprise lors de l'hospitalisation ou simplement lors de la prise en charge confirme le diagnostic.

## Causes
Lorsqu'un enfant souffre d'un manque de relations affectives et que son environnement ne répond pas à ses besoins émotionnels et éducatifs, sa croissance se ralentit. La taille et le poids sont touchés, mais aussi le volume de son cerveau, sa vision, son sommeil et donc la sécrétion nocturne de l'hormone de croissance, ainsi que le développement de son intelligence. L'OMS  considère depuis 20 ans que ces formes de carence et de négligences constituent une maltraitance dont on sous-estime encore la gravité.
Cette croissance empêchée peut commencer dès la vie intra-utérine.
Accompagnée le plus souvent d'autres carences (alimentaires, hygiéniques, médicales), la cause principale du nanisme psychosocial peut être difficile à établir, d'autant que le traitement comprend la prise en charge globale de la personne autant qu'il est possible.